# 宗教人文主义
宗教人文主义（英語：religious humanism）是人文主义伦理和会众教堂中的仪式和社区活动的整合，以人的需求、利益、能力为中心。自认的宗教人文主义者和世俗人文主义者的区别主要在于前者会将自己人文主义的生活态度视为自己的宗教，以会众制发展活动。宗教人文主义属于一种非有神论宗教。
1. ↑  Murry, William. . . Boston: Skinner House Books. 2007: 1. ISBN 978-1-55896-518-8.